# Jambagar, Sagar
Jambagar là một làng thuộc tehsil Sagar, huyện Shimoga, bang Karnataka, Ấn Độ.